# 이시카리카나자와역
이시카리카나자와역(일본어: 石狩金沢駅)은 일본 홋카이도 이시카리 군 도베쓰정에 위치했던 홋카이도 여객철도 삿쇼선 (가쿠엔토시 선)의 철도역이다. 단선 승강장 1면 1선의 구조를 갖춘 지상역이었다.

## 이용 현황
| 승차 인원 추이 | 승차 인원 추이 |
| 연도           | 1일 평균       |
| -------------- | -------------- |
| 1950년         | 105            |
| 1955년         | 122            |
| 1960년         | 192            |
| 1965년         | 223            |
| 1969년         | 133            |

## 역 주변
- 국도 제275호선

## 역사
- 1935년 10월 3일 : 일본국유철도 삿쇼 선 이시카리토베쓰역 - 우라우스역 간 개통에 의해, 이 노선의 역으로서 개업. 일반역.
- 1944년 7월 21일 : 제2차 세계 대전의 격화에 의해, 삿쇼 선의 이시카리토베쓰 역 - 이시카리쓰키가타역 간이 불요불급선으로 지정되었기 때문에, 영업 중지.
- 1946년 12월 10일 : 삿쇼 선 이시카리토베쓰 역 - 우라우스 역 간의 영업 재개에 의해, 영업 재개.
- 1949년 6월 1일 : 일본국유철도법 시행에 의해, 일본국유철도로 승계.
- 1979년 2월 1일 : 화물 · 소화물 취급 폐지. 간이위탁역으로 되어, 무인화.
- 1987년 4월 1일 : 일본국유철도 분할 민영화에 의해, 홋카이도 여객철도가 승계.
- 1991년 3월 16일 : 삿쇼 선에 가쿠엔토시 선의 애칭을 설정.
- 1996년 3월 16일 : 삿쇼 선 중, 이 역을 포함한 이시카리토베쓰 역 - 신토쓰카와역 간에 단독 운행 개시.
- 2000년 : 삿쇼 선 중, 이 역을 포함한 소엔역 - 이시카리쓰키가타 역 간에 자동 진로 제어 장치를 도입.
- 2020년 5월 7일 : 폐역

## 인접 역
| 홋카이도 여객철도                            | 홋카이도 여객철도 | 홋카이도 여객철도            |
| -------------------------------------------- | ----------------- | ---------------------------- |
| G14 홋카이도이료다이가쿠 이시카리토베쓰 방면 | ■ 삿쇼 선         | 모토나카고야 신토쓰카와 방면 |